# Э-153
«Э-153» — советский экспериментальный истребитель «М» О. К. Антонова, 1948 года выпуска.

## История
Этот проект представляет собой первую (из двух известных) попытку авиаконструктора Антонова создавать самолёты-истребители. С инициативным предложением по созданию истребителя О. К. Антонов обратился в Министерство авиационной промышленности СССР в начале 1947 года, в ответ получив одобрение М. В. Хруничева.
Экспериментальный истребитель «М» представляет собой одноместный истребитель, выполненный по схеме «летающее крыло» и оснащённый двумя турбореактивными двигателями РД-10 тягой по 900 кгс и трёхопорным шасси, убирающимся в полёте. Работы по данному проекту велись с 1947 по 1948 годы. Первый вариант проекта имел трапециевидное крыло с предкрылками по всему размаху и плавающие концевые элероны на аэродинамических поверхностях обратной стреловидности на концах крыла. По концам крыла располагалось вертикальное оперение для обеспечения устойчивости в полёте.
Вооружение истребителя составляли четыре 23-мм пушки (или две 23-мм и две 37-мм), установленные в носовой и подкрыльевых частях фюзеляжа.
В таком виде проект просуществовал недолго, был разработан его однодвигательный вариант с двигателем РД-45 тягой 2000 кгс с боковыми воздухозаборниками. Также была изменена форма крыла, увеличены его размах и площадь, элероны заменены на элевоны.
Производился на заводе № 153 под руководством В. Н. Лисицына.

## Технические характеристики
- Размах крыла — 9,30 м;
- Длина — 10,64 м;
- Высота — н/д;
- Площадь крыла — н/д;
- Масса:
  - пустого самолёта — н/д;
  - взлётная — н/д;
- Тип двигателя — турбореактивный двигатель РД-45;
- Экипаж — 1 человек.